# Rap East Coast
Sous-genres
Boom bap
Genres dérivés
Jazz rap, rap politique
Genres associés
Rap, hip-hop
Le rap East Coast, ou hip-hop East Coast, est une mouvance du hip-hop américain ayant émergé à New York, sur la côte est des États-Unis. Bien qu'originaire du Bronx, les plus grandes et plus influentes figures du mouvement proviendront pour beaucoup du quartier de QueensBridge (souvent surnommé QB). Musicalement, le son est souvent plus sombre, plus influencé par le jazz et la soul, et donc moins funky que son homologue West Coast.

## Histoire

### Débuts et renaissance
Le hip-hop East Coast est parfois appelé rap new-yorkais en raison de ses origines et de son développement lors des fêtes de quartier organisées à New York dans les années 1970. Selon AllMusic, « à l'aube de l'ère du hip-hop, tout le rap était du rap de la côte est ». Avant le hip-hop, il y avait des artistes de spoken word tels que les Last Poets, qui sortent leur premier album en 1970, et Gil Scott-Heron, qui gagne un large public avec son titre The Revolution Will Not Be Televised sorti en 1971. Ces artistes mêlent le spoken word et la musique pour créer une sorte de « proto-rap ». Ensuite, les premiers artistes du hip-hop tels que DJ Kool Herc, Grandmaster Flash, Afrika Bambaataa, The Sugarhill Gang, Kurtis Blow, Jam Master Jay et Run–DMC sont les pionniers du hip-hop East Coast pendant les premières années du hip-hop, dans les années 1970 et 1980.
Au fur et à mesure que le genre se développe, les thèmes lyriques évoluent grâce au travail d'artistes de la côte Est tels que les Native Tongues, un collectif d'artistes hip-hop associés à des thèmes généralement positifs et afrocentriques, et rassemblés par Afrika Bambaataa. Des groupes new-yorkais tels que De La Soul, Public Enemy, A Tribe Called Quest et les Jungle Brothers sont également reconnus pour leur éclectisme musical. Cette période allant du milieu des années 1980 au milieu des années 1990 a été qualifiée d'« âge d'or » du hip-hop. Bien que le hip-hop East Coast ait été plus populaire à la fin des années 1980, Straight Outta Compton de N.W.A (sorti à l'été 1988) a présenté le son dur du rap West Coast, qui s'accompagnait d'un sujet graveleux et proche de la rue. Plus tard, en 1992, The Chronic, l'album G-funk de Dr. Dre, introduit le hip-hop West Coast au grand public. Grâce à sa capacité à conserver sa fonction première de musique festive, le hip-hop East Coast devient une force dominante au début des années 1990. Bien que le G-Funk soit la variété de hip-hop la plus populaire au début des années 1990, la scène hip-hop East Coast resté une partie intégrante de l'industrie musicale. Au cours de cette période, plusieurs rappeurs de New York, issus de la scène underground locale, ont commencé à sortir des albums remarquables au début et au milieu des années 1990, comme Nas, The Notorious B.I.G. et d'autres.

### Succès
Le succès commercial de Biggie a ouvert la voie au succès d'autres rappeurs prometteurs de la côte Est tels que Jay-Z, DMX, Busta Rhymes, 50 Cent, Ja Rule, the Lox, Fat Joe and Big Pun,.

### Déclins régionaux
Divers facteurs ont entraîné un déclin des scènes régionales uniques dans de nombreux genres musicaux, y compris le rap East Coast. En outre, les rivalités entre les différentes villes et régions ont considérablement diminué et les artistes de différentes régions et de différents genres sont beaucoup plus enclins à collaborer que par le passé. Malgré cela, le son caractéristique de la côte Est est toujours présent dans la musique contemporaine, souvent mélangé à des sons modernes de type trap. Lil Uzi Vert, originaire de Philadelphie, a commencé sa carrière en représentant le style de la côte est, mais a déménagé à Atlanta pour rejoindre d'autres artistes tels que Lil Yachty et Playboi Carti, qui ont tous gagné en popularité en utilisant les médias sociaux en ligne.
En outre, le mouvement drill de la ville de New York, fortement influencé par la UK drill (et utilisant souvent les mêmes producteurs londoniens), a injecté une nouvelle énergie dans la scène hip-hop new-yorkaise, attirant les éloges de la critique, la controverse médiatique et un public important, bien qu'il s'éloigne des structures de chansons hip-hop standard. Le mouvement commence à Brooklyn, mené par des artistes tels que feu Pop Smoke, Fivio Foreign, Sheff G, et 22Gz.

## Caractéristiques
Le rap East Coast se caractérise musicalement par une utilisation omniprésente de samples et un son plus organique que celui du rap West Coast. Il est caractérisé par un côté très « sale » venant des nombreux samples récupérés sur d'anciens disques de funk et de soul. De fait, le rap East Coast est beaucoup moins mélodieux que le rap West Coast.
Le rap East Coast, s'il est moins funky et plus sombre que son homologue de l'ouest, n'en est pas pour autant moins travaillé et moins riche. Surtout du fait de son lieu de naissance, New York, où tous les genres culturels se mélangent et sont représentés. New York a permis à la culture hip-hop d'intégrer une large partie du paysage musical américain. Si le style semble parfois trop sobre, l'architecture de ce rap est travaillé et complexe. Cette architecture musicale comporte souvent un ou plusieurs samples de vieux disques américains, incorporé au beat ou vice-versa, dans les morceaux où les samples servent de base mélodique au morceau. Ces samples sont souvent tirés de morceaux de jazz, funk, soul, parfois de reggae, composés dans la même région, et comportant déjà beaucoup de point commun avec le beat final, par exemple un certain caractère d'urgence, de mélancolie, le tout sur base d'accords simples et répétitifs.
Le rap de type East Coast a énormément influencé le hip-hop français[réf. nécessaire]. Il était d'ailleurs omniprésent depuis les années 1980 jusqu'à l'invasion du style dirty south après 2005.

### Rythme
Le rythme général est souvent chaotique et syncopé. Les fortes basses et les hi hat (cymbales) sont souvent utilisées. Le style traduit parfois l'urgence de l'expression : des morceaux comme Warm It Up Kane de Big Daddy Kane ou Critical Breakdown de Kool Keith peuvent servir de référence pour illustrer cette cadence atypique. Néanmoins, ce genre urgent et stressé tend à disparaitre aujourd'hui au profit d'une production plus calme et plus posée. Shook Ones Pt. II du légendaire groupe Mobb Deep peut être considéré comme un classique du rap East Coast ; en effet, il en cumule toutes les caractéristiques. Des cymbales uniques et inimitables, puisqu'il s'agit du bruit d'une gazinière qu'on allume, qui servent de base au flow cadencé du binôme, et qui immerge l'auditeur dans le morceau, malgré une mélodie simpliste.

### Textes
Quant au texte et à « l'attitude », le rap East Coast parle plus souvent de sujets complètement délirants et de problèmes sociaux. Les rappeurs East Coast possèdent souvent plus d'humour et de sens de l'auto-dérision que leur homologue du rap West Coast. Ol' Dirty Bastard en est un bon exemple.

## Sous-catégories
Le rap East Coast, au même titre que le rap West Coast avec le G-funk ou le dirty south avec le crunk, possède également des sous-variétés. Bien qu'il se soit développé également sur la côte ouest (avec The Pharcyde notamment) et hors des États-Unis, le jazz rap est un exemple de catégorie apparentée au rap East Coast, notamment par ses sonorités.

## Représentants notables
La scène du rap East Coast est représentée par des rappeurs tels que DMX, Nas, Busta Rhymes, Jay-Z, Method Man, Redman, Sean Combs (Puff Daddy), Jadakiss, Mobb Deep, Ja Rule, G-Unit, 50 Cent, Meek Mill, etc.
Les rappeurs ayant marqué ce genre sont DMX, The Notorious B.I.G., P. Diddy (Puff Daddy), Big L, Wu-Tang Clan, Onyx, KRS-One, Pete Rock, Erick Sermon ou EPMD, Mobb Deep, Nas, Public Enemy, Gang Starr, A Tribe Called Quest, Black Moon, Busta Rhymes, Das EFX, Group Home, Jedi Mind Tricks, Jay-Z, R.A. the Rugged Man, Capone-N-Noreaga, Ja Rule, 50 Cent, et Necro.
Une parodie de ce genre a été initiée avec la marionnette Rap Cat.

## Artistes
- 40 Cal.
- 50 Cent
- 6ix9ine
- A Tribe Called Quest
- Action Bronson
- Aesop Rock
- Afu-Ra
- Akinyele
- A-Mafia
- Apathy
- Army of the Pharaohs
- Artifacts
- ASAP Rocky
- ASAP Mob
- AZ
- Beanie Sigel
- Beastie Boys
- Big Daddy Kane
- Big L
- Big Pun
- Black Moon
- Black Sheep
- Blaq Poet
- Boogie Down Productions
- Boot Camp Clik
- Brand Nubian
- Busta Rhymes
- C-Rayz Walz
- Cam'ron
- Camp Lo
- Canibus
- Cappadonna
- Capone-N-Noreaga
- Cassidy
- Chino XL
- Chuck D
- Company Flow
- Consequence
- Cormega
- Dagha
- Das EFX
- De La Soul
- Diabolic
- Diamond D
- Digable Planets
- DJ Premier
- DMX
- Drag-On
- Edan
- Edo. G
- El-P
- EPMD
- Erick Sermon
- Esoteric
- Eve
- Fabolous
- French Montana
- Fat Joe
- Flatbush Zombies
- Foxy Brown
- Freeway
- Fu-Schnickens
- Fugees
- Gang Starr
- Ghostface Killah
- Gravediggaz
- Group Home
- Guru
- GZA
- Heavy D
- Hell Razah
- Hell Rell
- Heltah Skeltah
- Ill Bill
- Immortal Technique
- Infamous Mobb
- InI
- Insight
- Inspectah Deck
- J-Live
- J.R. Writer
- J. Cole
- Ja Rule
- Jadakiss
- Jay-Z
- Jean Grae
- Jedi Mind Tricks
- Jeru the Damaja
- Jim Jones
- Joe Budden
- Joey Bada$$
- Joell Ortiz
- Juelz Santana
- Jungle Brothers
- Ka
- KMD
- Keith Murray
- Killah Priest
- Killarmy
- Kool G Rap
- Kool Keith
- Kool Moe Dee
- KRS-One
- Kurtis Blow
- Lil' Kim
- Lil Tjay
- LL Cool J
- Lloyd Banks
- Lord Finesse
- Lost Boyz
- Louis Logic
- M.O.P.
- Mac Miller
- Main Source
- Macklemore
- Mase
- Masta Ace
- Masta Killa
- MC Lyte
- Meek Mill
- Method Man
- MF DOOM
- MF Grimm
- Miilkbone
- Mike Ladd
- Missy Elliott
- Mobb Deep
- Mos Def
- Mr. Lif
- Nas
- Naughty by Nature
- Necro
- Nicki Minaj
- Nine
- Non Phixion
- O.C.
- O.G.C.
- Oddisee
- Oktober
- Ol' Dirty Bastard
- Onyx
- Organized Konfusion
- OuterSpace
- PackFM
- Papoose
- Pete Rock
- Percee P
- Pharoahe Monch
- Pop Smoke
- Prince Paul
- Prodigy
- Public Enemy
- Q-Tip
- Q-Unique
- Queen Latifah
- Raekwon
- Rakim
- Redman
- Reef the Lost Cauze
- Reflection Eternal
- Reks
- Rob Sonic
- Roc Marciano
- Royal Flush
- Run–DMC
- RZA
- Sabac Red
- Sadat X
- Sage Francis
- Saigon
- Schoolly D
- Screwball
- P. Diddy
- Sean Price
- Shabazz The Disciple
- Sheek Louch
- Shyheim
- Shyne
- Showbiz and A.G.
- Slick Rick
- Smif-n-Wessun
- Smoke DZA
- Sos Mula
- Sunz of Man
- Sticky Fingaz
- Styles P.
- Substantial
- Talib Kweli
- The Beatnuts
- The Diplomats
- The Notorious B.I.G.
- The Underachievers
- The Roots
- Ultramagnetic MCs
- Vinnie Paz
- Whodini
- Wordsworth
- Wu-Tang Clan
- Wyclef Jean
- ZillaKami

## Documentaires
Dans l'épisode 67 des Faits de Karl Zéro, émission présentée en France par Karl Zéro sur la chaîne 13e rue en février 2011 retrace la mort de Tupac ainsi que les nombreuses zones d'ombres entourant cette mort et les autres qui ont suivies après son décès,.
Un autre intitulé Death Row : l'Empire du Rap West Coast, retrace également aussi cette histoire.